# جو غرين
جو غرين (بالإنجليزية: Joe Green)‏ هو لاعب كرة قاعدة أمريكي، ولد في 17 سبتمبر 1897، وتوفي في 2 فبراير 1972.

## وصلات خارجية
- جو غرين على موقعبيزبول رفرنس.كوم (الدوري الرئيسي) (الإنجليزية)
- جو غرين على موقعبيزبول رفرنس.كوم (الدوري الثانوي) (الإنجليزية)